# Haloschizopera abyssi
Haloschizopera abyssi är en kräftdjursart som beskrevs av Becker 1974. Haloschizopera abyssi ingår i släktet Haloschizopera och familjen Diosaccidae. Inga underarter finns listade i Catalogue of Life.